# Хахаліно
Хаха́ліно (рос. Хахалино) — присілок у складі Біловського округу Кемеровської області, Росія.

## Населення
Населення — 185 осіб (2010; 184 у 2002).
Національний склад (станом на 2002 рік):
- росіяни — 99 %